# Sonderlager Solowezki

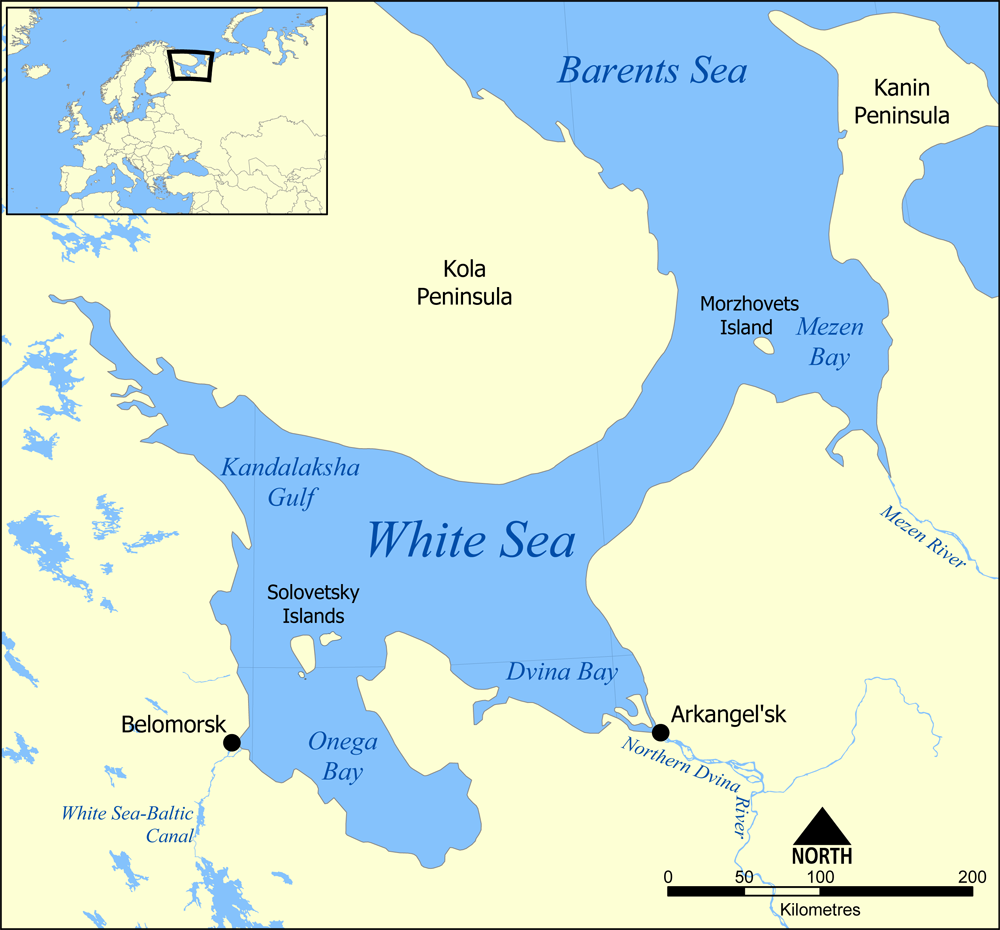
Lage der Solowezki-Insel im Weißen Meer

Das Sonderlager Solowezki (russisch Солове́цкий ла́герь осо́бого назначе́ния, kurz СЛОН, dt. SLON (Solowezki-Lager besonderer Verwendung, im Russischen auch das Wort für „Elefant“) oder Соловки́ (dt. Solowki)) war das erste große Strafgefangenenlager in der Sowjetunion und das Modell des sowjetischen Lagersystems.
Das Lager wurde mit dem Dekret des Rates der Volkskommissare der UdSSR vom 2. November 1923 „Über die Organisation des Solowezki-Zwangsarbeitslagers“ (Постановление СНК СССР от 2 ноября 1923 года "Об организации Соловецкого лагеря принудительных работ") unter seinem Vorsitzenden Alexei Rykow eingerichtet. Es wurde am 16. November 1931 geschlossen, am 1. Januar 1932 reorganisiert wiedereröffnet und gilt seit Ende des Jahres 1933 als aufgelöst.

## Lage
Das Lager befand sich auf den Solowezki-Inseln, die von der Stadt Kem aus, auf halber Strecke an der Eisenbahnlinie Sankt Petersburg–Murmansk liegend, nach zweistündiger Überfahrt mit dem Schiff zu erreichen waren und sind. Die Route wurde damals mit dem kleinen Schleppdampfer „Gleb Boki“ (russisch Глеб Бокий) des Klosters befahren, der nach dem russischen Revolutionär und NKWD-Kommissar Gleb Boki benannt worden war. Die Häftlinge wurden im Rumpf des Schiffes zusammengepfercht, starben nicht selten auf der Überfahrt und wurden dann einfach über Bord geworfen.

## Geschichte
Es gibt Zeugen, die die Existenz eines Lagers bereits für das Jahr 1920 behaupten, aber erst mit dem Dekret zur Einrichtung des Lagers wurde das auf den Inseln gelegene Solowezki-Kloster enteignet und der sowjetischen Geheimpolizei zugesprochen. 1920 traf in Solowezki die Kommission ein, die für die Auflösung des Klosters unter der Leitung des Bolschewiken Michail Kedrow geschaffen wurde. Dort noch lebende Mönche wurden vertrieben oder erschossen, einige versorgten die Lagerverwaltung bis in die 1920er Jahre mit Gemüse und unterstützten die Organisation des Sowchos auf Solowezki.
1922 beschlagnahmte eine Sonderkommission 2528 kg Edelsteine, Gold und Silber aus dem Kloster.
Das Kloster wurde am 21. Juli 1923 geschlossen.
Im August 1923 wurde auch die Leitung der nördlichen Speziallager auf die Inseln verlegt. Der größte, als Bereich 1 bezeichnete Teil des Lagers, befand sich auf der größten Insel des Archipels Solowezki (остров Соловецкий) und war im Kreml des Hauptkomplexes des Klosters untergebracht. Der Bereich 2 war in der vom Dorf zwölf Kilometer entfernten Sawwatijewo-Einsiedelei (Савва́тиевский скит oder auch Савватиева пустынь, benannt nach einem der beiden Gründermönche Sawwatij), der Bereich 3 in der Einsiedelei auf der Insel Bolschaja Muksalma (Большая Муксалма) gelegen.
In der zweiten Hälfte der 1920er Jahre wurde das Lager eines der wichtigsten religiösen Zentren der Russisch-Orthodoxen Kirche, weil unter den Gefangenen mindestens dreißig Kleriker waren, die inoffiziell der „Rat der Bischöfe Solowezki“ genannt wurden.
1930 wurde das Konzentrationslager in ein „Besserungsarbeitslager“ (ITL) umgewandelt und dies offiziell als Reform bezeichnet. Real wurden die Häftlinge aber zu den Arbeiten der Großbauten des 1. Fünfjahresplanes gezwungen. Die Arbeit verlor zunehmend den Schwerpunkt der Selbstversorgung des Lagers und wurde zum staatlichen Wirtschaftsfaktor. Dessen Ziele im System der Zentralverwaltungswirtschaft wurden vom Komitee für die Wirtschaftsplanung formuliert. Mit der zunehmenden wirtschaftlichen Bedeutung erhöhte sich auch sprunghaft die Zahl der Häftlinge. Zeitgleich wurde eine „Selbstverwaltung“ eingeführt, die darin bestand, dass die oberste Lagerverwaltung aus wenigen Tschekisten bestand, während privilegierte Häftlinge, meist Kriminelle, die Bewachung, Bestrafung und die Exekutionen übernahmen.

## Lagerleitung

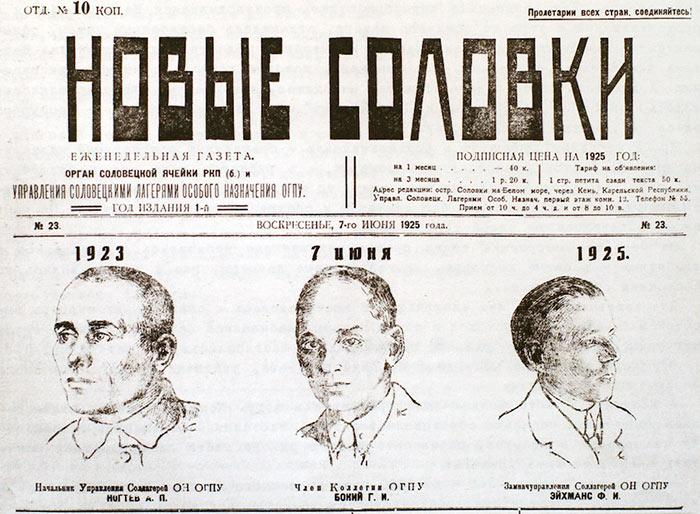
Lagerzeitung „Neue Solowki“ mit Porträtzeichnungen der Leiter der Verwaltung des Lagers Solowezki; v. l. n. r. Alexander Nogtew, Gleb Boki, Fjodor Eichmans (1925)

Leiter bzw. Kommandanten des Lagers waren:
- Alexander Petrowitsch Nogtew seit Eröffnung des Lagers
- 1926–1929[7]: Fjodor Iwanowitsch Eichmans (spätestens 30. März 1928 bis 20. Mai 1929)[8]
- 20. Mai 1929 – 19. Mai 1930: A. P. Nogtew
- 19. Mai 1930 – 25. September 1931: A. Iwantschenkow
- 25. September 1931 – 6. November 1931: K. Ja. Dukis
- 6. November 1931 – 16. November 1931: E. I. Senkewitsch
- 27. August 1932: Bojar (als Interimsleiter)
- 16. Januar 1932 – 21. März 1933: unbekannt (erwähnt am 13.08.33)
- 8. Oktober 1933: Ijewlew (als Interimsleiter erwähnt)

## Häftlinge
Am 1. Juli 1923 wurden die ersten 150 politischen Häftlinge, Offiziere der Weißen Garde, in Solowezki interniert. Viele weitere Gefangene wurden auf den bloßen Verdacht auf staatsfeindliche Tätigkeit hin interniert, waren Vertreter des Adels, der Bourgeoisie, Intellektuelle, Priester und Teilnehmer des Kronstädter Aufstands. In der Anfangsphase des Lagers hatten politische und „konterrevolutionäre“ Häftlinge einen Anteil von 80 Prozent an den Insassen.
Etwa 10 Prozent der Häftlinge waren Frauen.
Für das Lager sind bis zu seiner Auflösung folgende Häftlingszahlen belegt:
| Anzahl der Häftlinge | 3.049  | 2.557 | 3.531 | 3.741 | 4.145 | 5.044 | 5.872 | 6.369 | 7.093 | 7.727 | 8.289 | 8.741 | 9.578 | 10.682 | 10.943 | 11.831 | 13.326 | 14.810 | 12.909 | 13.366 | 21.900  | 65.000                   | 53.123 | 63.000 | 71.800 | 15.130                   | 19.287                   |
| -------------------- | ------ | ----- | ----- | ----- | ----- | ----- | ----- | ----- | ----- | ----- | ----- | ----- | ----- | ------ | ------ | ------ | ------ | ------ | ------ | ------ | ------- | ------------------------ | ------ | ------ | ------ | ------------------------ | ------------------------ |
| Quartal/ Datum       | 20.09. | IV    | I     | II    | III   | IV    | I     | II    | III   | IV    | I     | II    | III   | IV     | I      | II     | III    | IV     | I      | 01.04. |         | (Jahres- durch- schnitt) | 01.01. | 01.06. | 01.01. | (Jahres- durch- schnitt) | (Jahres- durch- schnitt) |
| Jahr                 | 1923   | 1923  | 1924  | 1924  | 1924  | 1924  | 1925  | 1925  | 1925  | 1925  | 1926  | 1926  | 1926  | 1926   | 1927   | 1927   | 1927   | 1927   | 1928   | 1928   | 1928/29 | 1929/30                  | 1930   | 1930   | 1931   | 1932                     | 1933                     |

## Lagerleben
Alexander Nogtew, der erste Leiter des Lagers, empfing die neu ankommenden Häftlinge mit der Aussage, dass jene „alle ihre bisherigen Rechte vergessen sollten, da das Lager seine eigenen Gesetze habe.“ Der im Alter von 22 Jahren inhaftierte Dmitri Lichatschow schildert in einem Interview, dass er und seine Mitgefangenen mit den Worten begrüßt wurden, dass im Lager „nicht die sowjetischen Gesetze, sondern das ‚Solowetzki-Gesetz‘ gelte, es keine Strafverfolgung durch eine Staatsanwaltschaft gebe und jedes Ausscheren aus der Reihe als Fluchtversuch gelte.“
Das Lagerleben war gekennzeichnet von „Irrationalität und Unberechenbarkeit“ und bestand zum einen aus einem grausamen Lebensumfeld, aber auch in begrenzten Möglichkeiten zu intellektuellen Tätigkeiten: Im Klosterkomplex befanden sich ein Ikonen-Museum und naturwissenschaftliche Sammlungen, es fanden Vorträge und Filmvorführungen zu unterschiedlichen Themen statt. Auch wurde die Zeitschrift Soloveckie ostrova (Die Solovecker Inseln) und Veröffentlichungen der Gesellschaft für Solovecker Heimatgeschichte herausgegeben.
Bis 1930 konnten die vielen Vertreter des  vorrevolutionären Russlands, die zur „Umerziehung“ im Lager Solowezki inhaftiert worden waren, ihr intellektuelles Leben ungehindert fortsetzen. Zudem galt Solowezki zwischen 1923 und 1930 als „Paris der nördlichen Konzentrationslager“, in der eine einzigartige „literarische Enklave“ in der Literatur des Gulag und der Geschichte der russischen Literatur des zwanzigsten Jahrhunderts im Allgemeinen bestand.
In der Anfangsphase des Lagers waren Besuche durch Angehörige und die Zusendung von Paketen und Geld erlaubt. Auch war Essen im Restaurant, das Wohnen in einem Privatquartier und mit einem Passierschein der freie Aufenthalt in der Natur der Insel erlaubt. Gleichzeitig bestanden für Häftlinge, die zu schwerer körperlicher Arbeit verurteilt worden waren, wegen der schlechten Ernährung und den unhygienischen Bedingungen nur geringe Überlebenschancen. Die Häftlinge mussten zudem mit der ständigen Angst vor Folter und Exekutionen leben. Tausende, wenn nicht Zehntausende kamen unter diesen Bedingungen ums Leben und wurden auch in Massengräbern verscharrt. Genaue Zahlen gibt es nicht, weil die Lagerakten vernichtet wurden.
Die rund 10 Prozent weiblichen Lagerinsassen hatten als reine Sexsklavinnen der Wärterschaft ein besonders grausames Schicksal.

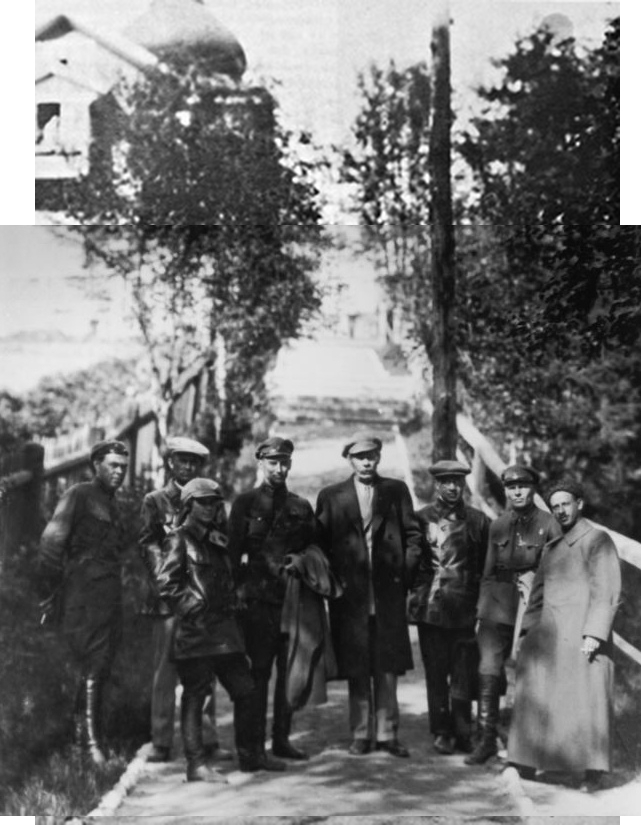
20. Juni 1929: Maxim Gorki (vierter von rechts), eingerahmt von Funktionären der sowjetischen Geheimpolizei OGPU, besichtigt das Sonderlager Solowezki

Der russische Schriftsteller Maxim Gorki besuchte im Juni 1929 zusammen mit dem russischen Revolutionär Matwei Pogrebinski das Lager und beschrieb dessen Vorzüge in dem Artikel Teil V – Solowki, ein Teil einer Reihe von Artikeln mit dem Titel Quer durch das Land der Sowjets (По Союзу Советов). Die Haftbedingungen seien „bemerkenswert gut“ und er zeigte sich beeindruckt von den „sauberen Baracken mit großen Fenstern“ und den „interessanten“ Gesprächen mit den Häftlingen. Gorki äußerte letztlich seine Überzeugung, dass „Lager wie Solowezki absolut notwendig und der schnellste Weg seien, Gefängnisse abzuschaffen.“ Dabei ignorierte Gorki die Schilderungen eines vierzehnjährigen Jungen, der ihm in einem  einstündigen Gespräch die schrecklichen Folterungen der Insassen geschildert hatte. Der Junge wurde unmittelbar nach Gorkis Abreise erschossen.
Der deutsche, kommunistische Funktionär und später zu den Nationalsozialisten übergelaufene Karl Albrecht schilderte das Lagerleben in seinem Buch mit dem Titel Der verratene Sozialismus. Das Buch wurde 1938 durch die Antikomintern in einem Verlag des Joseph Goebbels unterstehendem Reichsministerium für Volksaufklärung und Propaganda herausgegeben.
Mit dem Propagandafilm von Andrej Cherkasov mit dem Titel Solowki (Соловки), der 1927/1928 gedreht und 1929 veröffentlicht wurde, wird das Lagerleben und die Idee des Gulags aus der Sicht der sowjetischen Propaganda geschildert. Der Film liefert auch einige der bemerkenswertesten Bilder von sowjetischen Gefangenenlagern und ergänzt die Geschichte des Lagers Solowezki um visuelle Darstellungen, die für andere Lager nicht existieren.

## Solowezki als Arbeitslager

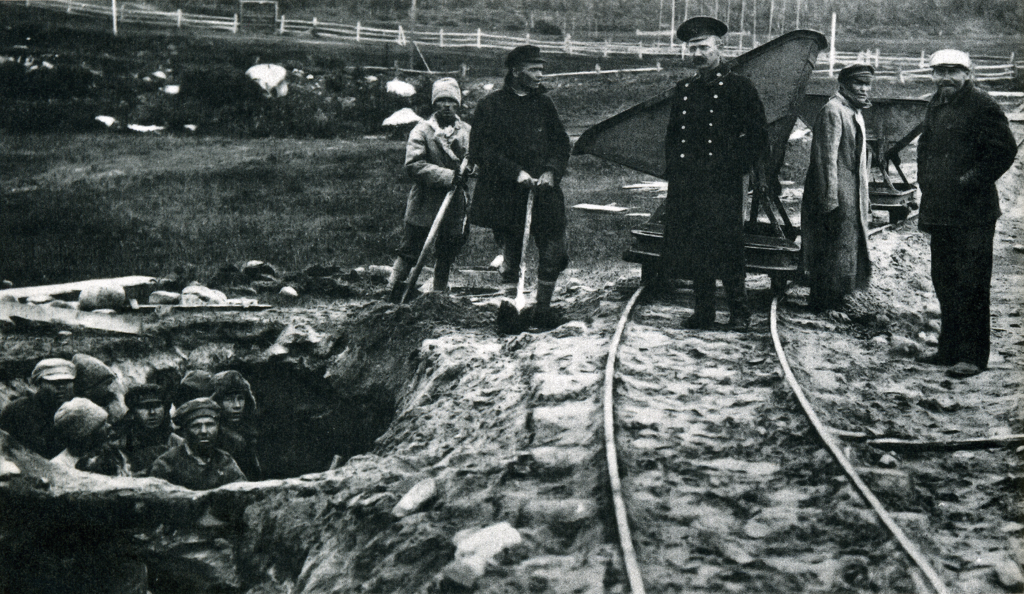
Häftlinge schaufeln Lehm als Rohmaterial für die lagereigene Ziegelei (1924 oder 1925)

Die Einrichtung des Lagers fiel mit dem Konzept der Neuen Ökonomischen Politik in der Sowjetunion zusammen. Die Häftlingsarbeit diente zunächst nicht primär wirtschaftlichen Zwecken, sondern erfüllte Repressions- und Strafvollzugsfunktionen. In der Verordnung über das Lager Solowezki der sowjetischen Geheimpolizei vom 2. Oktober 1924 wird noch betont, dass die Arbeit der Häftlinge ihrer Ausbildung und Reintegration in die sowjetische Gesellschaft dienen solle.
Die Zwangsarbeit bestand auch aus unnötigen Tätigkeiten wie z. B. dem Umlagern von Felsblöcken oder Baumstämmen von einem zu einem anderen Ort. Damit trug sich das Lagersystem nicht selbst und war auf Mittel angewiesen, um das Defizit auszugleichen.
Mit dem Anspruch, das Lager als wirtschaftlich produktive Quelle zu nutzen, wurde der Aspekt der Arbeitsmotivation das größte Problem. Bei Ungehorsam wurden verschiedene Strafen – auch gleichzeitig – verhängt, die von der Einschränkung oder dem Entzug des Rechts auf Korrespondenz, Besuch, Verpflegung und dem Empfang von Paketen über reduzierte Nahrungsrationen bis zur Verlegung in Einzelhaft bzw. eine Isolierzelle reichten. Durch den Einsatz der Häftlinge an abgelegenen Orten fand keine Kontrolle der Wachen durch die Lagerverwaltung statt. Sadistische Praktiken wie der Einsatz physischer Gewalt und z. B. das Aussetzen im Wald in der Kälte für einen oder mehrere Tage waren an der Tagesordnung. Obwohl der Einsatz von Waffen nur als letztes Mittel bei Ausschreitungen oder Straftaten gestattet war, dienten angebliche Fluchtversuche oder Widerstand gegen die Wachen als Vorwand, diese einzusetzen. Kranke und geschwächte Häftlinge waren häufig Opfer dieser Praktiken.
Um Kosten zu sparen, wurden die Nahrungsmittelrationen der Häftlinge auf ein absolutes Minimum reduziert, die sich dadurch nicht von der schweren Arbeit erholen konnten. Zusammen mit der unzureichenden Lagerung von Lebensmitteln führte die Unterernährung zu  Epidemien von Typhus, Skorbut und Pellagra und zum Hungertod.
Drakonische und willkürliche Strafen steigerten die Arbeitsmotivation allerdings nicht. Ein planmäßiger Ansatz zur Lösung dieses Problems war Mitte der 1920er Jahre die Einführung einer Tabelle für die Nahrungsmittelrationen durch die Lagerverwaltung, mit der Häftlinge, die schwerere Arbeiten verrichteten, mit den Lebensmittelzuweisungen besser gestellt werden sollten. Die Häftlinge wurden in den Gewerken in Gruppen zu zehn Personen mit einem Kapo eingeteilt, der die Arbeitsleistung überwachte.
Die Arbeitskraft der Lagerinsassen wurde mit unterschiedlichen Schwerpunkten in verschiedenen Wirtschaftszweigen ausgebeutet: In den Jahren 1926/27 wurden auf den Solowezki-Inseln und rund um den Pansee in Karelien Holz und Torf gewonnen, Binnen- und Hochseefischerei und Landwirtschaft betrieben. Es wurde Leder hergestellt, es gab eine Schneiderei, Töpferei, Ziegelei, eine Teerbrennerei, ein Kalkwerk, eine Metallverarbeitung und ein Maschinenwerk. Des Weiteren wurden die Häftlinge im Straßenbau und zu Be- und Entladearbeiten an der Murmansker Eisenbahn eingesetzt.
Für die Jahre 1928 bis 1931 sind belegt: Die Holzgewinnung mit dem Betrieb von Sägewerken  in Kowda und weiteren in Karelien, Be- und Entladearbeiten und Straßenbauarbeiten zur Schaffung von Gleisanschlüssen zur Murmansker Eisenbahn, Fischerei, Landwirtschaft, die Produktion von Gebrauchsgütern und der Beginn der Arbeiten am  nördlichen Abschnitt des Weißmeer-Ostsee-Kanals.
Für 1932/33 sind ebenfalls die Fischerei und die Produktion von Gebrauchsgütern belegt.
Zum Bau des Weißmeer-Ostsee-Kanals wurden 1931 die meisten Häftlinge auf das Festland verlegt.

## Naftali Frenkel
Naftali Frenkel gilt als Begründer der Zwangsarbeit, des Systems von Strafen und Methoden der Entpersonalisierung der Häftlinge im Gulag. Sein Name steht für das Prinzip und die höchstmögliche Ausbeutung der Zwangsarbeit, der „frenkelizacija“.
Frenkel war ein sowjetischer Funktionär, der 1923 zum Tode verurteilt worden war. Seine Strafe wurde durch seine Seilschaften zum Gericht kurzerhand in zehn Jahre Zwangsarbeit im Lager Solowezki umgewandelt.
Durch Bestechungsgelder konnte sich Frenkel im Stab der Sergeanten niederlassen. Nachdem er die Situation der Häftlinge analysiert und die Sinnlosigkeit der Zwangsarbeit wahrgenommen hatte, entwickelte er Pläne zur Änderung der Zustände.
Eingeschleppt von den Häftlingen, die mit dem Schiff nach Solowezki gebracht wurden, kam es im Lager zum Ausbruch von Typhus, dem jeden Tag mehrere Dutzend Häftlinge zum Opfer fielen. In Plänen, diese Epidemie zu bekämpfen, sah Frenkel seine Chance: Der Sanitätsdienst des Lagers empfahl der Lagerverwaltung, Toiletten zu bauen, um die sanitäre Situation zu verbessern. Die Pläne gingen von einer Bauzeit von 10 bis 20 Tagen aus. Frenkel unterbot gegenüber der Lagerverwaltung diese Frist und kündigte an, innerhalb von 24 Stunden einen Sanitärtrakt zu erstellen. Seine Bedingungen waren, sich die Arbeiter dafür aussuchen zu können und für diese über warme Speisen und Alkohol zu einer bestimmten Zeit zu verfügen.
Frenkel wählte dreißig Häftlinge aus, die wegen der Teilnahme am Kronstädter Matrosenaufstand im Lager einsaßen. Zudem organisierte er zweihundert Gefangene aus dem Lagertrakt für Invaliden. Die Arbeiten wurden bei Frost von unter −25° Celsius erfolgreich und noch vor Ablauf der angekündigten Frist abgeschlossen. Mit diesem Erfolg wurde Frenkels Haftstrafe halbiert. Ein Jahr später wurde er vorzeitig entlassen und zum Leiter der Produktionsabteilung ernannt. Unter Frenkel begann die planmäßige wirtschaftliche Ausbeutung der Zwangsarbeit.

## Gedenken

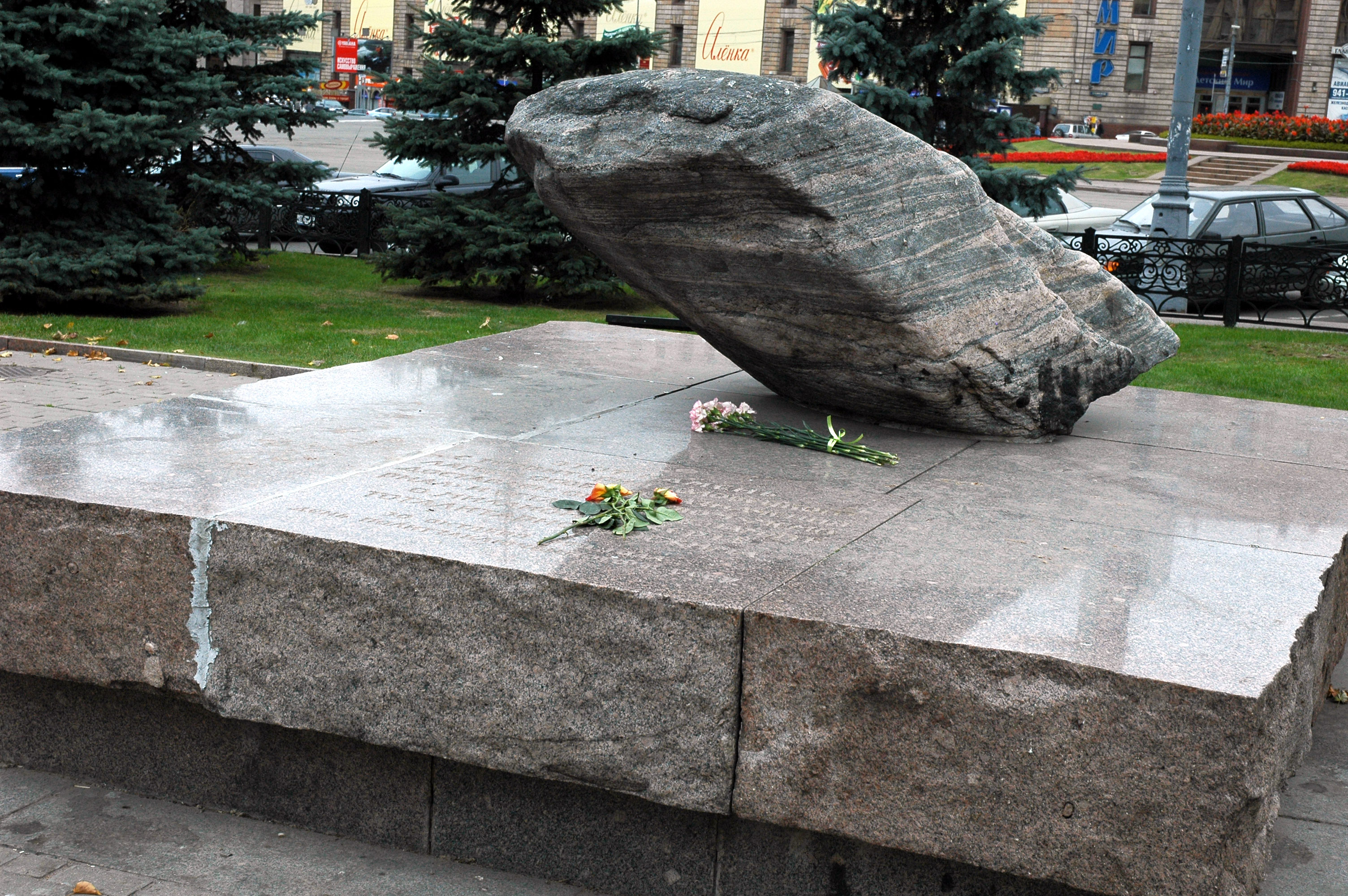
Gedenkstein auf dem Lubjanka-Platz, Moskau, errichtet am 30. Oktober 1990

Der Direktor der örtlichen Schule Pavel Vitkov formulierte 1960 in einem Artikel in der lokalen Zeitung die Notwendigkeit, das Erbe Solowezkis zu bewahren. 1967 und damit dreißig Jahre nach Schließung des Lagers wurde das Museum eingerichtet, das zunächst eher das Selbstbewusstsein des 'russischen Erbes' adressierte.
Ab 1967 besuchten ehemalige Häftlinge, ihre Familien und Gelehrte aus Leningrad die Inseln und suchten nach Spuren des Lagers. Der geheime, weil verbotene Austausch von Informationen fand bis Ende der 1980er Jahre in den Wohnungen der lokalen Führer statt.
1989 wurden wie zu anderen Lagern des Gulag-Systems auch auf den Solowezki-Inseln ein Gedenkort für die Opfer der Repressionen eingerichtet. Für das Lager Solowezki ist dies ein Stein bzw. ein Ensemble aus zwei Steinen, das am ersten Gedenktag für die Opfer politischer Gewalt von der Menschenrechtsorganisation Memorial aufgestellt wurde. Er sollte als Grundstein für einen umfassenderen Gedenkort dienen. Die Memorial-Mitarbeiterin Irina Flige erforschte die sehr unterschiedlichen Aspekte des Lebens der Häftlinge im Sonderlager.
1990 wurde in Moskau der Solowezki-Stein zum Gedenken an die Opfer politischer Unterdrückung errichtet und infolgedessen der gesamte Lubjanka-Platz zum Gedenkort miteinbezogen. Neben den beiden genannten gibt es drei weitere Gedenksteine zum Lager Solowezki: In Archangelsk, Sankt Petersburg und einen neben dem (ehemaligen) Sitz von Memorial.
2015 kündigte der seit 2009 amtierende Leiter des Museums, der Vorsteher des Klosters, die Zusammenarbeit mit Memorial zum Gedenktag auf, weil „die von den Aktivisten von Memorial entwickelte Erinnerung auf Solowezki nicht mehr willkommen sei.“